# Виднау
Виднау (нем. Widnau) — коммуна в Швейцарии, в кантоне Санкт-Галлен.
Входит в состав округа Рейнталь. Население составляет 9170 человек (на 1 января 2015 года) . Официальный код — 3238.
В Виднау находится штаб-квартира компании Berhalter AG, производящей штамповочные станки, детали и сборочные узлы для предприятий пищевой промышленности, авиакосмической отрасли и других отраслей.